# Rägavere, Tapa
Rägavere este un sat situat în partea de nord a Estoniei, în regiunea Lääne-Viru. Aparține comunei Tapa.